# Skyland Istanbul
Skyland Istanbul (formeel: Skyland İstanbul) is een multifunctioneel complex met drie wolkenkrabbers in Istanbul, Turkije. De twee hoogste van deze torens waren bij bouw de op een na hoogste bouwwerken van Istanboel en de hoogste in het Europese deel van de stad. De torens bevinden zich in de wijk Huzur van het district Sarıyer, op 400 meter ten westen van het Ali Sami Yen Spor Kompleksi voetbalstadion, ook gekend als het NEF Stadyumu. Ze liggen direct ten noorden van de autosnelweg O-2 (E80).
Het complex bestaat uit de Skyland Residence Tower (284 m / 65 verdiepingen), de Skyland Office Tower (284 m / 64 verdiepingen) en de Skyland Hotel Tower (180 m / 28 verdiepingen). De gebouwen zijn ontworpen door Peter Vaughan van Broadway Malyan.
Het project, dat een investeringskost van US $ 700 miljoen had, begon in 2012 en werd afgerond met de opening in 2019. De drie torens beschikken over 830 woningen, 504 kantoorruimtes en een internationaal vijfsterrenhotel met 300 kamers en een conferentiezaal met een capaciteit van 550 zitplaatsen.